# Bon Festival

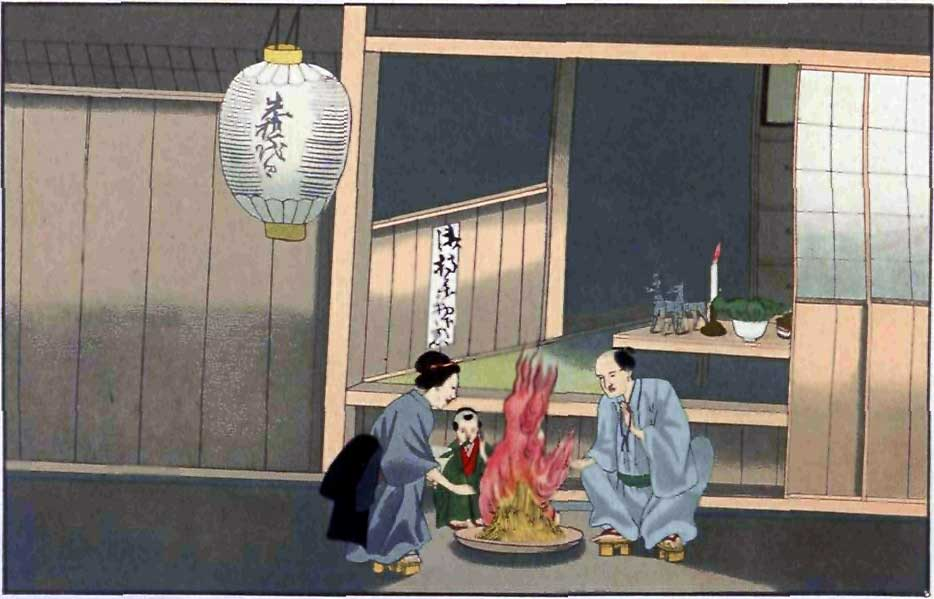
Preghiera domestica alle anime degli antenati

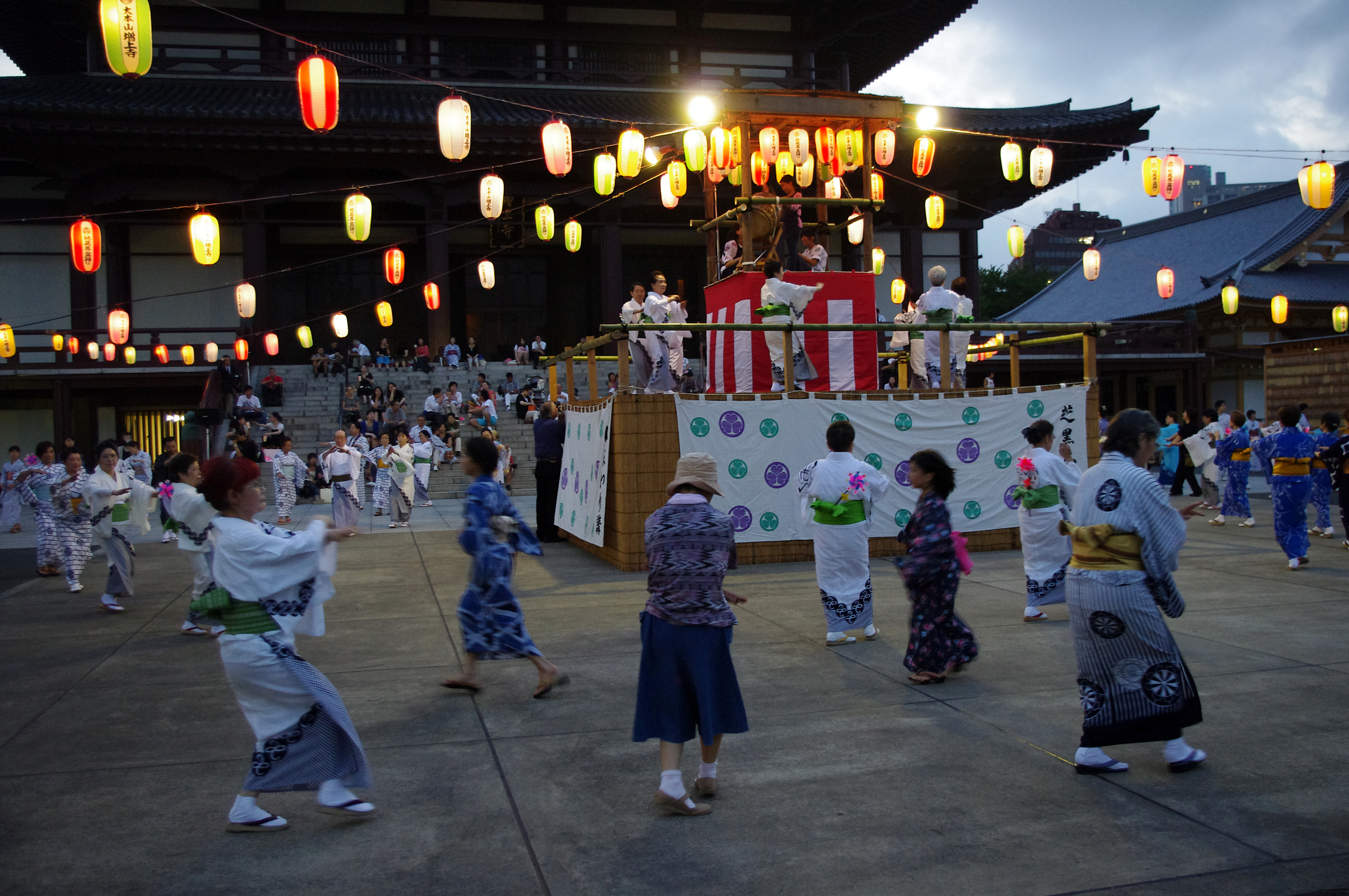
Zōjō-ji (2010)

Obon (お盆) o anche Bon (盆) è una tradizione buddista giapponese per onorare gli spiriti dei propri antenati.
Questa usanza buddista-confuciana si è evoluta in una festa di riunione di famiglia, durante la quale la gente torna nei luoghi natii e visita e pulisce le tombe dei propri antenati, nel momento in cui gli spiriti degli antenati si suppone rivisitino gli altari domestici. La festa è celebrata in Giappone da più di cinquecento anni e comprende tradizionalmente una danza, conosciuta come Bon-Odori.
Il festival di Obon dura tre giorni; tuttavia la sua data di inizio varia all'interno delle diverse regioni del Giappone. Quando il calendario lunare venne sostituito dal calendario gregoriano all'inizio dell'era Meiji, le località in Giappone hanno reagito in modo diverso e questo ha portato a una divisione in tre momenti diversi della Obon. Lo "Shichigatsu Bon" (Bon nel mese di luglio) si basa sul calendario solare e si celebra il 15 luglio in tutto l'est del Giappone (regione del Kantō, come Tokyo, Yokohama e la regione di Tohoku), in coincidenza con l'Ullambana. "Hachigatsu Bon" (Bon nel mese di agosto) si basa sul calendario lunare, si celebra il 15 di agosto ed è il momento più comunemente celebrato. "Kyu Bon" (Old Bon) si celebra il quindicesimo giorno del settimo mese del calendario lunare e cade in una data diversa ogni anno. "Bon Kyu" si celebra nelle zone della parte settentrionale della regione di Kanto, nelle regioni di Chūgoku, Shikoku e nella prefettura di Okinawa. Questi tre giorni non sono elencati come giorni festivi, ma è consuetudine che le persone facciano festa.

## Origini
Obon è una forma abbreviata di Ullambana (giapponese: 于蘭盆會 o 盂蘭盆會, urabon'e). Si tratta del significato sanscrito per "a testa in giù" e implica una grande sofferenza. I giapponesi credono che dovrebbero migliorare la sofferenza della "Urabanna".
Bon Odori nasce dalla storia di Maha Maudgalyayana (Mokuren), un discepolo del Buddha che usò i suoi poteri soprannaturali per rivedere la madre defunta. Così scoprì che lei era caduta nel regno dei "fantasmi affamati" e soffriva. Molto turbato, si recò dal Buddha e chiese come poteva liberare la madre da quel regno. Buddha gli ordinò di fare offerte per i molti monaci buddisti che avevano appena completato il loro ritiro estivo, il quindicesimo giorno del settimo mese. Il discepolo fece ciò che gli fu detto e vide la liberazione di sua madre. Iniziò anche a vedere la vera natura del suo passato altruismo e dei tanti sacrifici che aveva fatto per lui. Il discepolo, felice a causa della liberazione e grato per la gentilezza di sua madre, ballò con gioia. Da questa danza di gioia nasce Bon Odori o "Bon Dance", un tempo in cui gli antenati e i loro sacrifici vengono ricordati e apprezzati.
L'Obon capita nel centro dell'estate e i partecipanti tradizionalmente indossano yukata o kimono di cotone leggero. Molte celebrazioni Obon includono un enorme carnevale con giostre, giochi e cibo estivo come anguria.
La festa si conclude con la Tōrō nagashi, o la fluttuazione di lanterne. Lanterne di carta sono illuminate e poi messe a galleggiare lungo i fiumi a segnalare simbolicamente il ritorno degli spiriti ancestrali dal mondo dei morti. Questa cerimonia di solito culmina in uno spettacolo pirotecnico.

## Date attuali
Il festival O-Bon dura tre giorni, ma la sua data di inizio varia nelle diverse regioni del Giappone. In origine, si svolgeva intorno al 15 ° giorno del 7 ° mese del calendario lunare tradizionale. Quando questo calendario lunare è stato sostituito dal calendario gregoriano all'inizio dell'era Meiji, 29 giorni sono stati rimossi per allinearsi con il calendario occidentale e il 3 dicembre dell'anno Meiji 5 è stato cambiato con il 1 gennaio dell'anno. Meiji 6. Le regioni hanno reagito in modo diverso per adattare la vecchia data del festival al nuovo calendario, risultando in tre distinti periodi di O bon.
- Shichigatsu bon (Bon in luglio), chiamato anche "Shin bon", si basa sul calendario solare e viene celebrato dal 13 luglio (O bon di benvenuto) al 15 (O bon d'addio) nel sud di Kanto (Tokyo, Yokohama) e Tōhoku. Deriva da una trasposizione diretta dal settimo mese lunare al settimo mese solare.
- Hachigatsu bon (Bon in agosto), celebrato dal 13 al 15 agosto, è il più comune (Kansai per esempio…). Si basa anche sul calendario solare, ma la data è stata posticipata di un mese per compensare il turno di 29 giorni. Questo compromesso tra calendario solare e lunare è ampiamente adottato ed è utilizzato per molte feste.
- Kyu bon (vecchio Bon) viene sempre celebrato il 15 ° giorno del settimo mese del calendario lunare, quindi la sua data varia ogni anno. Il Kyu bon viene celebrato nella parte settentrionale di Kanto, nella regione di Chūgoku, Shikoku e nelle isole sud-occidentali. Questi tre giorni non sono elencati come giorni festivi, ma è consuetudine che le persone abbiano del tempo libero.

La settimana di ferragosto di Hachigatsu bon è uno dei tre periodi di vacanza più importanti del Giappone, insieme a Capodanno e Golden Week, ed è caratterizzata da un traffico turistico nazionale e internazionale molto intenso.

## Rituali
Per guidare le anime dei morti durante il giorno, le lanterne vengono accese davanti a ogni casa. Alcune lanterne possono essere estremamente elaborate, realizzate apposta. La parte più importante del rituale è l'offerta di cibo (riso, verdura, frutta, dolci, fiori, ecc.) Che è il simbolo della condivisione. Questa festa, sebbene religiosa e seria, è occasione di gioiosi incontri.
Vicino a Hiroshima, le lanterne colorate sono accese sulle tombe degli antenati. Le lanterne bianche sono quelle di coloro che sono morti tra la fine del precedente O bon e l'inizio di esso.
Nella notte del 6 agosto vengono accese anche lanterne per consolare gli spiriti delle vittime uccise dal bombardamento atomico.

### Tōrō nagashi

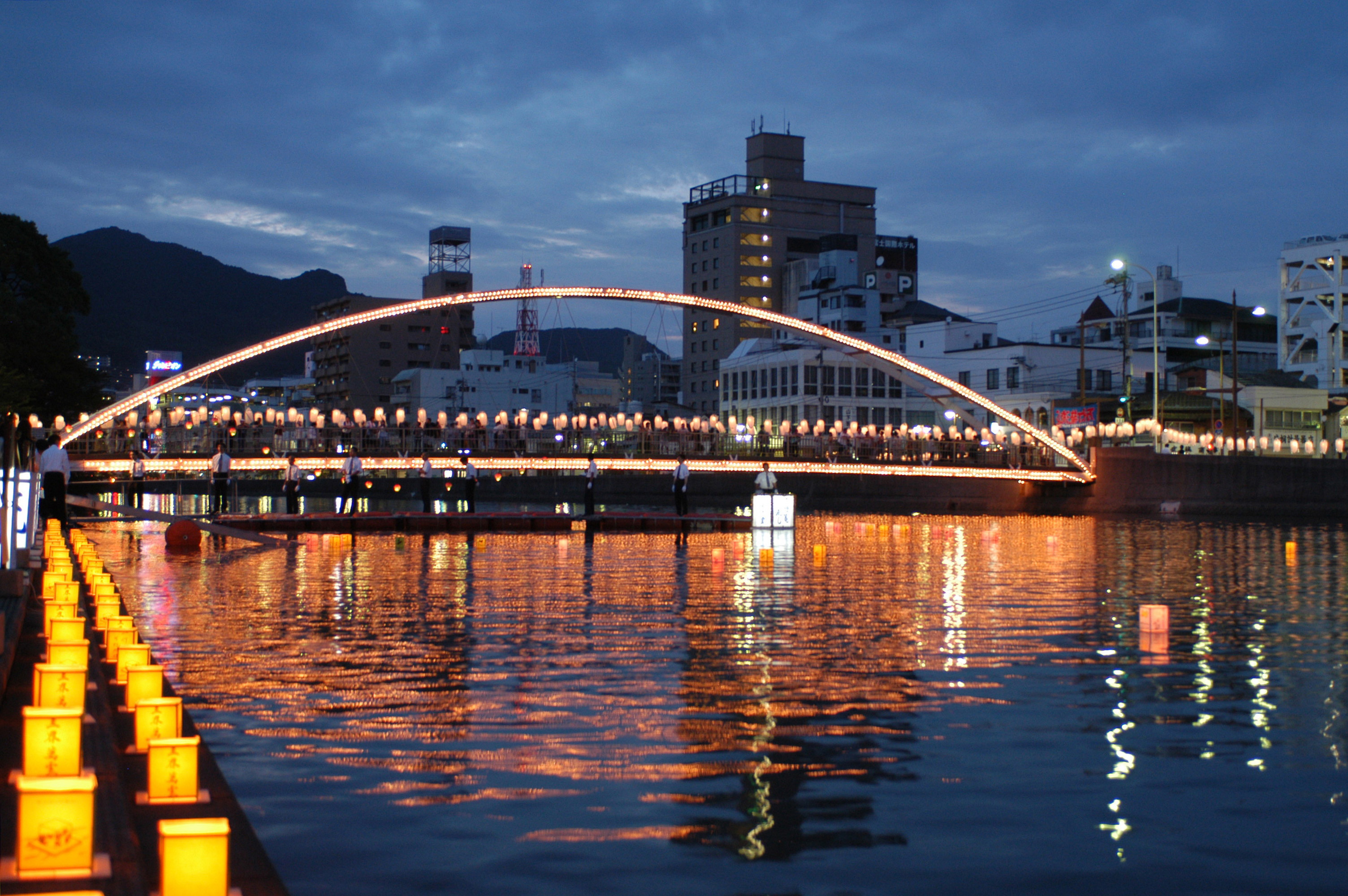
Toro Nagashi a Sasebo

I tōrō nagashi sono le piccole lanterne di carta quadrate poste sull'acqua l'ultimo pomeriggio di O bon, e che devono guidare gli spiriti nell'aldilà. Una piccola candela viene accesa all'interno della lanterna che poi galleggerà sul fiume o sul mare.

### Hatsu bon
Hatsu bon (o shin bon, nii bon) è il nome dato all'O bon che segue l'anno della morte di una persona cara. Rituali aggiuntivi vengono eseguiti durante questo particolare voucher O bon.

### Bon odori
bon odori (盆踊り, letteralmente "danza folcloristica per la festa dei morti") è una danza tradizionale associata a una festa, che ha origine nel periodo Muromachi. Il suo stile varia nelle diverse regioni del Giappone. Questo è uno dei momenti clou della festa O bon. Il Bon odori si svolge per ricordare la gratitudine dovuta agli antenati.
In origine il Bon odori era una danza folcloristica nenbutsu destinata a confortare gli spiriti dei defunti. Lo stile di questa danza varia da regione a regione. Le diverse prefetture hanno spesso particolari balli Bon odori e la loro musica per accompagnarli. Prefettura di Okayama Bon odori è completamente diversa dalla Prefettura di Kanagawa. La musica varia anche dalla musica classica alla musica tradizionale giapponese come il makkō ondo, comprese le canzoni recenti e persino straniere.
Si ritiene che questa tradizione sia iniziata verso la fine del periodo Muromachi allo scopo di intrattenere le persone. Col passare del tempo, il significato religioso svanì gradualmente e la danza divenne associata all'estate.
Molto spesso, la danza si svolge in un tempio, sulle rive di un fiume o di un mare o in un luogo pubblico. Le persone generalmente formano un cerchio attorno a un piccolo edificio in legno chiamato yagura, che viene eretto appositamente per l'occasione. Nella Prefettura di Okinawa, la gente balla eisa, il cui ritmo è basato sulle percussioni, al posto del Bon odori.